# Senecella siberica
Senecella siberica is een eenoogkreeftjessoort uit de familie van de Aetideidae. De wetenschappelijke naam van de soort is voor het eerst geldig gepubliceerd in 1994 door Vyshkvartzeva.